# Wilhelm Harcourt

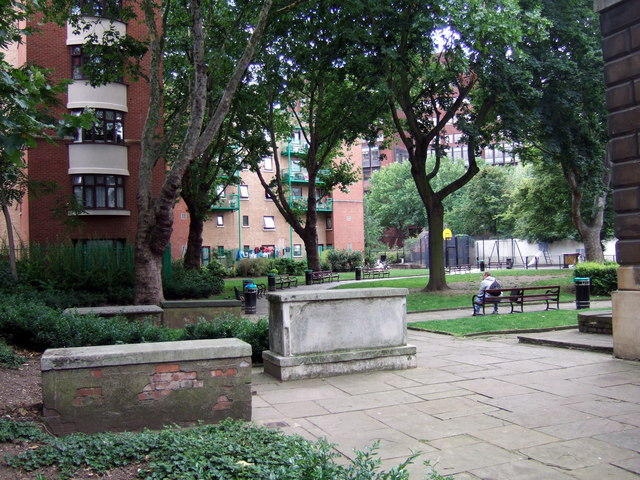
Przykościelny cmentarz
St Giles in the Fields.

Wilhelm Harcourt SJ, ang. William Harcourt, wł. William Barrow (ur. 1600 w Kirkham, zm. 20 czerwca 1679 w Tyburn) – angielski prezbiter z zakonu jezuitów, ofiara antykatolickich prześladowań w Anglii okresu reformacji, zabity na podstawie sfabrykowanych zarzutów o udziale w spisku, na fali represji zapoczątkowanych przez Henryka VIII ustanawiającego zwierzchność króla nad państwowym Kościołem anglikańskim, czczonych przez Kościół katolicki jako męczennik za wiarę.

## Życiorys
Urodził się w Kirkham (hrabstwo Lancashire. Studia podjął na kontynencie w kolegium angielskim w Saint-Omer, a w 1632 roku rozpoczął nowicjat Towarzystwa Jezusowego w Watten. Ukończywszy studia otrzymał we Flandrii sakrament święceń kapłańskich i został wysłany do ewangelizacji w ojczyźnie. Po powrocie do Anglii rozpoczął działalność duszpasterską pod nazwiskiem Harcourt.
Realizował powołanie łącząc pracę z wiernymi nad umacnianiem ich w wierze z nawracaniem protestantów, przyczyniając się do ich konwersji na katolicyzm. W 1678 roku powierzono mu obowiązki superiora zakonu jezuitów. 7 maja 1679 roku został aresztowany w Londynie i dołączył do pomówionych przez Tytusa Oatesa o udział w spisku, a następnie zamknięty w więzieniu Newgate. 
Stanął przed trybunałem pod zarzutem udziału w rzekomym tajnym porozumieniu mającym na celu zabójstwo protestanckiego króla Karola II wraz z Tomaszem Whitbreadem, Janem Fenwickiem, Janem Gavanem i Antonim Turnerem. Przesłuchiwany był w obecności króla. 13 czerwca w Old Bailey, za współudział w „spisku” wszyscy oskarżeni zostali skazani na śmierć przez powieszenie, wybebeszenie i poćwiartowanie. Wyrok wykonano 20 czerwca 1679 roku. Wszyscy skazańcy odrzucili ułaskawienie warunkowane przyznaniem się do winy, a następnie pogrążyli się w modlitwie. Pochowani zostali na przykościelnym cmentarzu St Giles in the Fields.

## Znaczenie
Relacja z procesu i skazania pięciu jezuitów „Za zdradę stanu przez spisek na życie króla i działalność wywrotową przeciwko władzy i religii protestanckiej" został opublikowany w Londynie w 1679 roku.
Wilhelm Harcourt ze współtowarzyszami beatyfikował papież Pius XI 15 grudnia 1929.
Relikwie męczennika znajdują się na terenie St Giles in the Fields.
Wspomnienie liturgiczne błogosławionego męczennika w Kościele katolickim obchodzone jest w Dies natalis (20 czerwca).